# Céline Bezault
Pour les articles homonymes, voir Bezault.
Céline Bezault, née le 15 septembre 1978[Où ?], est une archère française. 

## Biographie
Céline Bezault participe aux compétitions internationales avec un arc classique.
Elle est diplômée d'une licence en aquariologie et détient un diplôme de plongée professionnelle. Elle est ostréicultrice à l'île de Ré pendant trois ans puis plongeur-soigneur à l'Aquarium de Paris.

## Palmarès

### Championnats d'Europe
- Championnats d'Europe de tir à l'arc 2012 à Amsterdam
  -  Médaille d'or en arc classique par équipe avec Cyrielle Cotry et Bérengère Schuh.